# Alexandre Nadson
Pour les articles homonymes, voir Nadson.

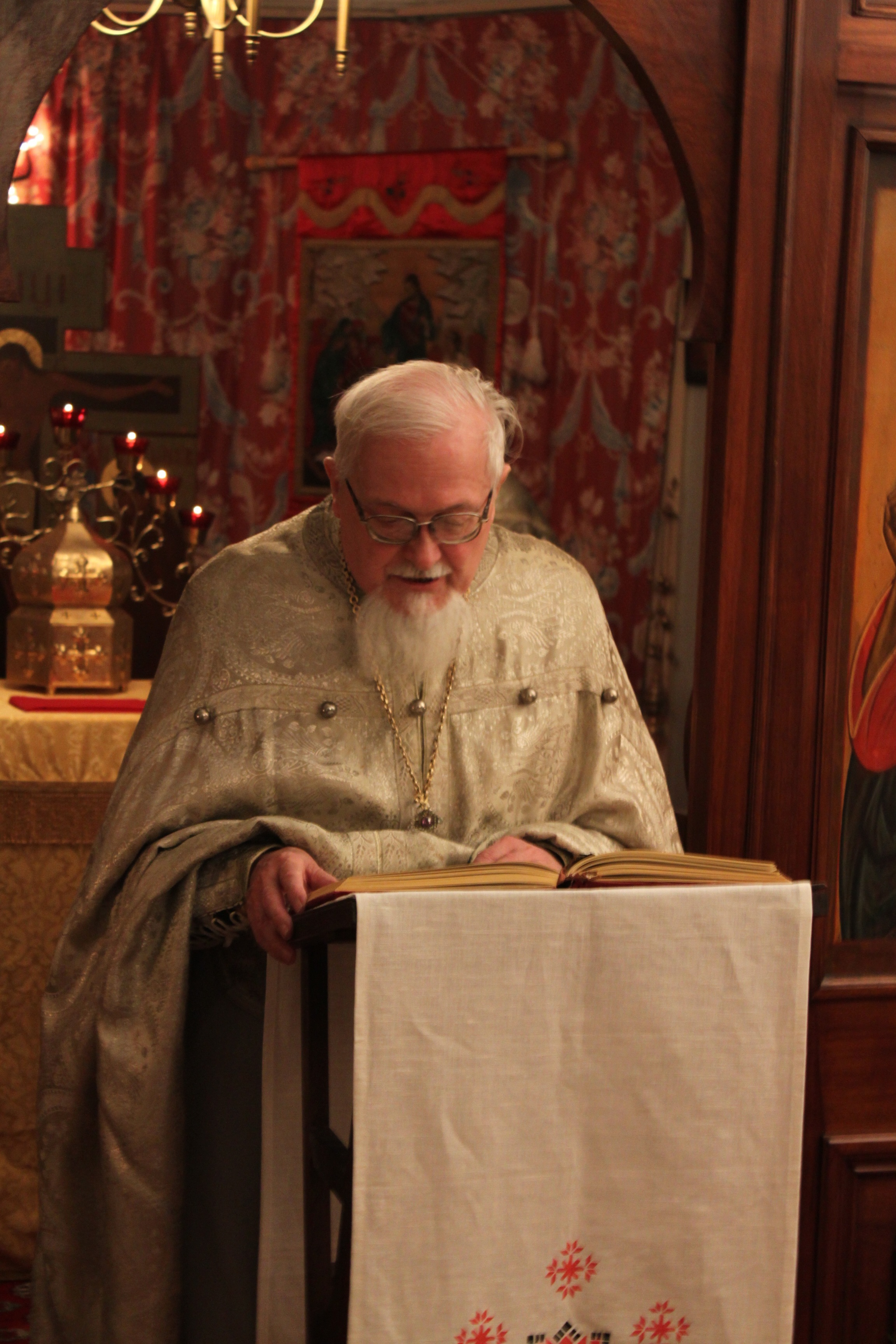
Père Alexandre Nadson

Le Père Alexandre Nadson (en biélorusse : Аляксандар Надсан), né le 8 août 1926 à Horodziej en Pologne (aujourd'hui Haradzeïa en Biélorussie) et décédé le 15 avril 2015  à Londres,, était le visiteur apostolique des fidèles gréco-catholiques biélorusses à l’étranger et une personnalité de la diaspora biélorusse en Grande-Bretagne.

## Biographie
Né Aliaksandar Botchka (en biélorusse : Аляксандар Бочка) le 8 août 1926 dans le petit village de Haradzieja, près de Niasvij, il fait ses études au séminaire de cette ville. En 1944, il quitte la Biélorussie, s’engage dans le 2e corps polonais et combat dans le nord de l’Italie, où il est blessé. En 1946 il émigre en Angleterre et étudie à l’Université de Londres. Le P. Alexandre Nadson compte parmi les membres fondateurs de l’Association des Biélorusses de Grande-Bretagne, dont il est le président de 1951 à 1953. Rédacteur en chef des revues Biełarus na čužynie et Na šlachu, il prend également part aux activités de la Société académique biélorusse chrétienne Ruń et du Mouvement chrétien populaire indépendant biélorusse.
À l’automne 1953 il part pour Rome, où il entre au Collège pontifical grec. Il est ordonné prêtre le 23 novembre 1958. En juillet 1959, de retour à Londres, il reprend ses activités dans diverses organisations de la diaspora biélorusse.
Le P. Nadson est depuis 1971 directeur de la Bibliothèque biélorusse de Londres, la plus grande bibliothèque biélorusse en dehors de la Biélorussie, et du Musée Francis Skaryna. Depuis 1981, il est à la tête de la mission catholique biélorusse en Grande-Bretagne et, depuis la fin des années 1980, visiteur apostolique pour les fidèles du rite gréco-catholique biélorusse à l’étranger.
Auteur de plusieurs ouvrages et de nombreux articles et monographies sur l’histoire de la Biélorussie, il est aussi président du Fonds d’aide aux victimes de Tchernobyl.

## Distinctions
- Doctorat honoris causa de l'Université européenne des humanités (27 novembre 2008,  Lituanie)[3]